# Kate Allen
För landhockeyspelaren med samma namn, se Kate Allen (landhockeyspelare).
Katherine Jessie Jean Allen, född 25 april 1970, är en österrikisk triathlet. Hon vann guld vid OS 2004. Hon låg långt bak i fältet efter simning och cykling men sprang om alla framför. Hon är ursprungligen från Australien, men blev österrikiska efter giftermål.
Hon tog OS-guld i damernas triathlon i samband med de olympiska triathlontävlingarna 2004 i Aten.